# The Poor Sick Men
The Poor Sick Men è un cortometraggio muto del 1911 diretto da Frank Powell (o, secondo altre fonti, da D.W. Griffith).

## Produzione
Il film fu prodotto da Edwin S. Porter per la Biograph Company.

## Distribuzione
Distribuito dalla General Film Company, il film - un cortometraggio in una bobina - uscì nelle sale il 26 gennaio 1911.